# Megreler

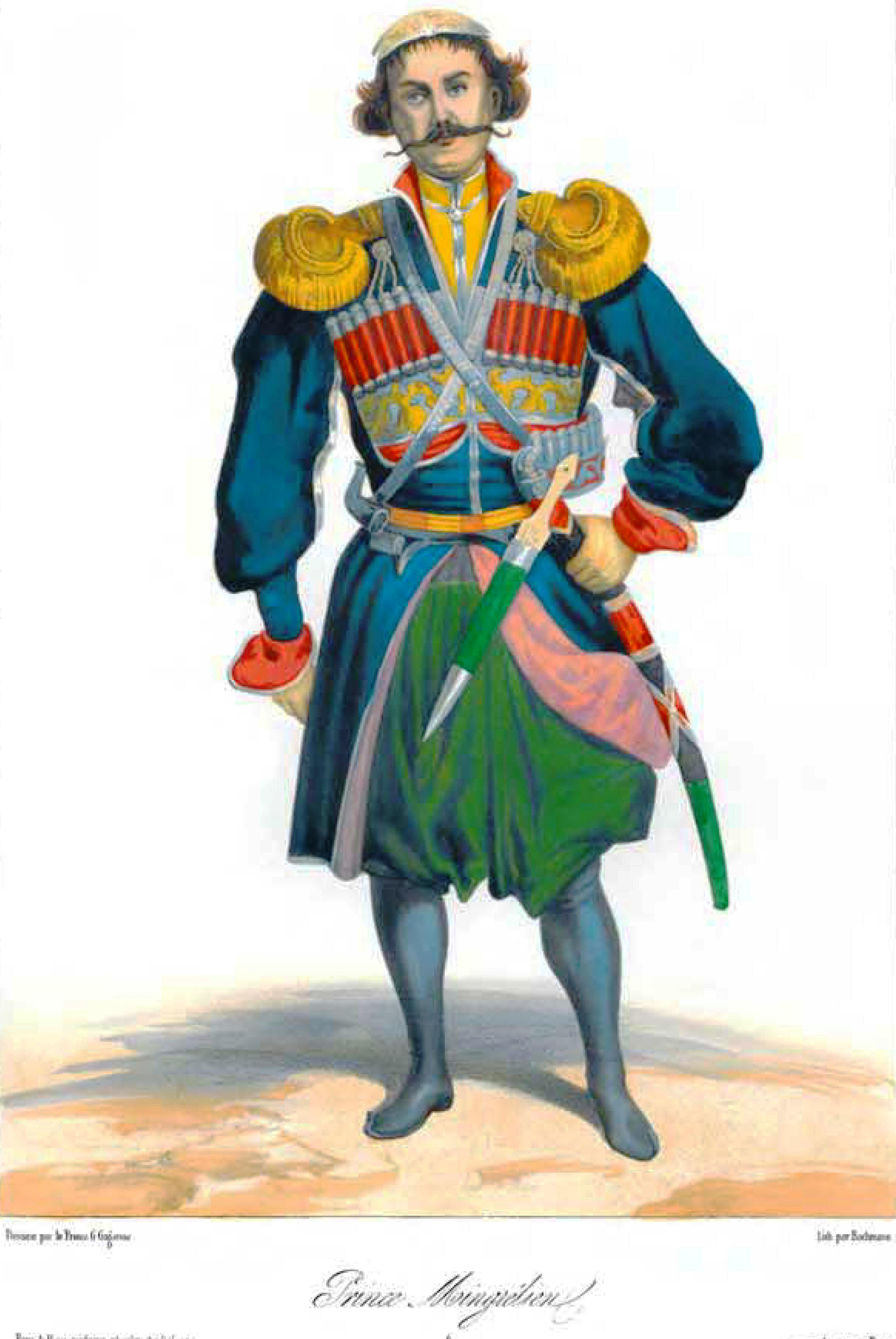

Megreler, eller mingreler (mingreliska: მარგალეფი, Margalepi) är en subetnisk grupp (under den georgiska) som talar megreliska, bosatt främst i provinsen Megrelien i Georgien. De finns dock också i Abchazien och Tbilisi. Många megreler talar både megreliska och den besläktade georgiskan.
Lavrentij Berija och Zviad Gamsachurdia, Georgiens president 1991-1992, var megreler.